# Библия с комментариями Скоуфилда
Библия с комментариями Скоуфилда (англ. Scofield Reference Bible) — широко распространённая учебная Библия. Отредактированная и аннотированная американским исследователем Библии Сайрусом И. Скоуфилдом, она популяризировала диспенсационализм в начале XX века. Изданная издательством Оксфордского университета и содержащая полный текст традиционной протестантской версии короля Якова, она впервые появилась в 1909 году и была переработана автором в 1917 году.

## Особенности и наследие
Библия Скоуфилда имела несколько инновационных особенностей. Но самое важное то, что он напечатал комментарий к библейскому тексту вместе с Библией, а не в отдельном томе, и это был первый раз, когда это было сделано на английском языке после Женевской Библии (1560 г.). Библия также содержала систему перекрёстных ссылок, которая связывала воедино связанные стихи Священного Писания и позволяла читателю отслеживать библейские темы от одной главы и книги к другой (так называемые «цепные ссылки»). Наконец, в издании 1917 года также была предпринята попытка датировать события Библии. Именно на страницах Библии Скоуфилда многие христиане впервые столкнулись с расчётом архиепископа Джеймса Ашшера относительно даты Сотворения мира — 4004 год до нашей эры; и в ходе обсуждения заметок Скоуфилда, отстаивавшего «теорию разрыва», фундаменталисты начали серьёзную внутреннюю дискуссию о природе и хронологии сотворения.
Первое издание Библии Скоуфилда (1909) было опубликовано всего за несколько лет до Первой мировой войны, войны, которая разрушила культурный оптимизм, видевший, что человечество вступает в новую эру мира и процветания; затем, в эпоху после Второй мировой войны, началось создание родины для евреев в Палестине. Таким образом, премилленаризм Скоуфилда казался пророческим. «На популярном уровне, особенно, многие люди стали считать диспенсационалистскую схему полностью оправданной». К концу Второй мировой войны продажи Библии-справочника превысили два миллиона экземпляров.

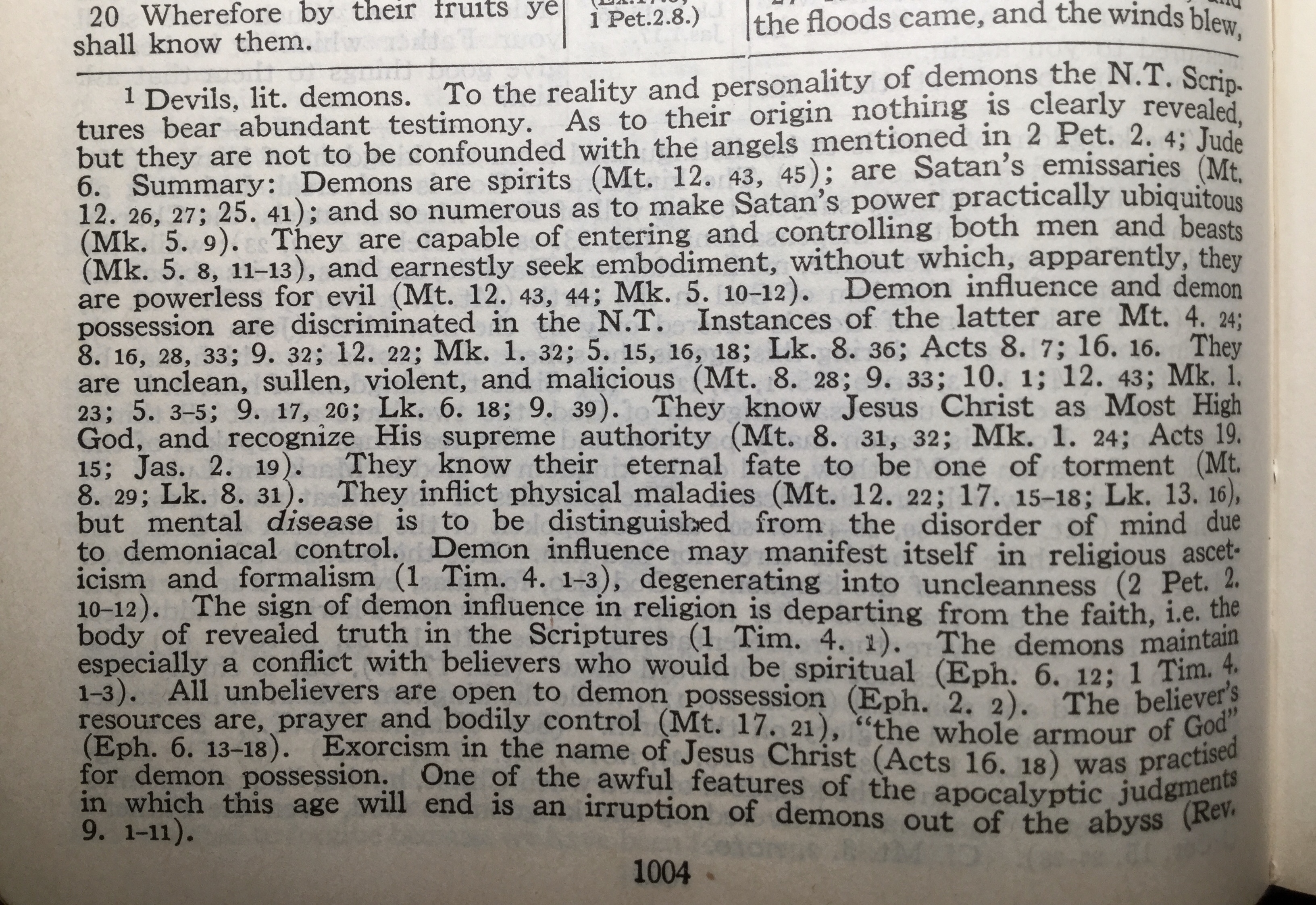
Заметки в Библии Скоуфилда 1917 г.

Справочная Библия Скоуфилда пропагандировала диспенсационализм — веру в то, что между сотворением мира и Страшным судом будет семь отдельных эпох отношений Бога с человеком, и что эти эпохи являются основой для синтеза послания Библии. Во многом под влиянием заметок Скоуфилда многие христиане-фундаменталисты в Соединённых Штатах приняли диспенсационалистское богословие. Заметки Скоуфилда о Книге Откровения являются основным источником различных графиков, судов и казней, подробно описанных популярными религиозными писателями, такими как Хэл Линдси, Эдгар С. Уизенант и Тим Лахэй; и отчасти из-за успеха Библии Скоуфилда американские фундаменталисты XX века стали уделять больше внимания эсхатологическим спекуляциям.

### Более поздние издания
Примечания к Библии Скоуфилда 1917 года теперь находятся в открытом доступе, а издание 1917 года «неизменно является самым продаваемым изданием Библии Скофилда» в Соединённом Королевстве и Ирландии. В 1967 году издательство Оксфордского университета опубликовало пересмотренную версию Библии Скоуфилда с несколько модернизированным текстом библии короля Якова и смягчением некоторых принципов теологии Скоуфилда. В последних изданиях Библии короля Якова версии Скоуфилда текстовые изменения, внесённые в 1967 году, были перемещены на поля. Издательство продолжает выпускать издания под названием Oxford Scofield Study Bible, а также переводы на французский, немецкий, испанский и португальский языки. Например, французское издание, опубликованное Женевским библейским обществом, напечатано с переработанной версией перевода Луи Сегона, включающей дополнительные примечания франкоязычного комитета. 
В XXI веке издательство Оксфордского университета опубликовало заметки Скоуфилда, с шестью дополнительными переводами на английский язык.